# Darío Cajaravilla
Darío Cajaravilla (Mar del Plata, 14 marzo 1980) è un ex calciatore argentino, di ruolo difensore.

## Carriera
Ha speso la maggior parte della propria carriera all'Aldosivi, società argentina, con la quale ha giocato più di 200 partite nella Primera B Nacional, la seconda serie nazionale. Inoltre, nel 2004 ha giocato 10 partite col Colo-Colo nel Torneo Clausura cileno.